# Andy Serkis
Andrew Clement Serkis (Ruislip, Middlesex, Inglaterra, 20 de abril de 1964), conocido como Andy Serkis, es un actor, director de cine y escritor británico.
Conocido por interpretar a personajes a través de la técnica de captura de movimiento, como Gollum en las trilogías cinematográficas de El Señor de los Anillos y El hobbit . Además del líder Supremo, Snoke, en Star Wars: Episodio VII - El despertar de la Fuerza, y Star Wars: Episodio VIII - Los últimos Jedi, y a César en la franquicia de El planeta de los simios.

## Estudios
Andy Serkis nació y creció en Ruislip, Middlesex, Inglaterra. Su madre, Lylie (nacida Weech), era inglesa y educadora de niños discapacitados. Su padre, Clement Serkis, era un ginecólogo procedente de Irak, de origen armenio. El apellido original de sus antepasados era Sarkisian.
Estudió en St Benedict's School, del distrito de Ealing. Después siguió la carrera de Artes Visuales en la Universidad de Lancaster, donde fue miembro del County College.

## Carrera
Serkis proveyó la voz y los movimientos para varios personajes CGI (imágenes generadas con computadora); como Gollum en la trilogía de El Señor de los Anillos (2001-2003); el gigantesco gorila King Kong en la versión de 2005 de la película King Kong; así como de César, el chimpancé protagonista de la película Rise of the Planet of the Apes (2011). Ha interpretado también al Líder Supremo Snoke en Star Wars: Episodio VII - El despertar de la Fuerza (2015).
En mayo de 2024, se anunció que Serkis dirigiría, sería productor ejecutivo y protagonizaría El Señor de los Anillos: la Caza de Gollum para Warner Bros. Pictures, un título provisional para una nueva entrega de la serie de películas de El Señor de los Anillos, con Fran Walsh y Philippa Boyens coescribiendo el guion y Peter Jackson coproduciendo junto a Walsh y Boyens; se espera que la película se estrene en 2027.

## Vida privada

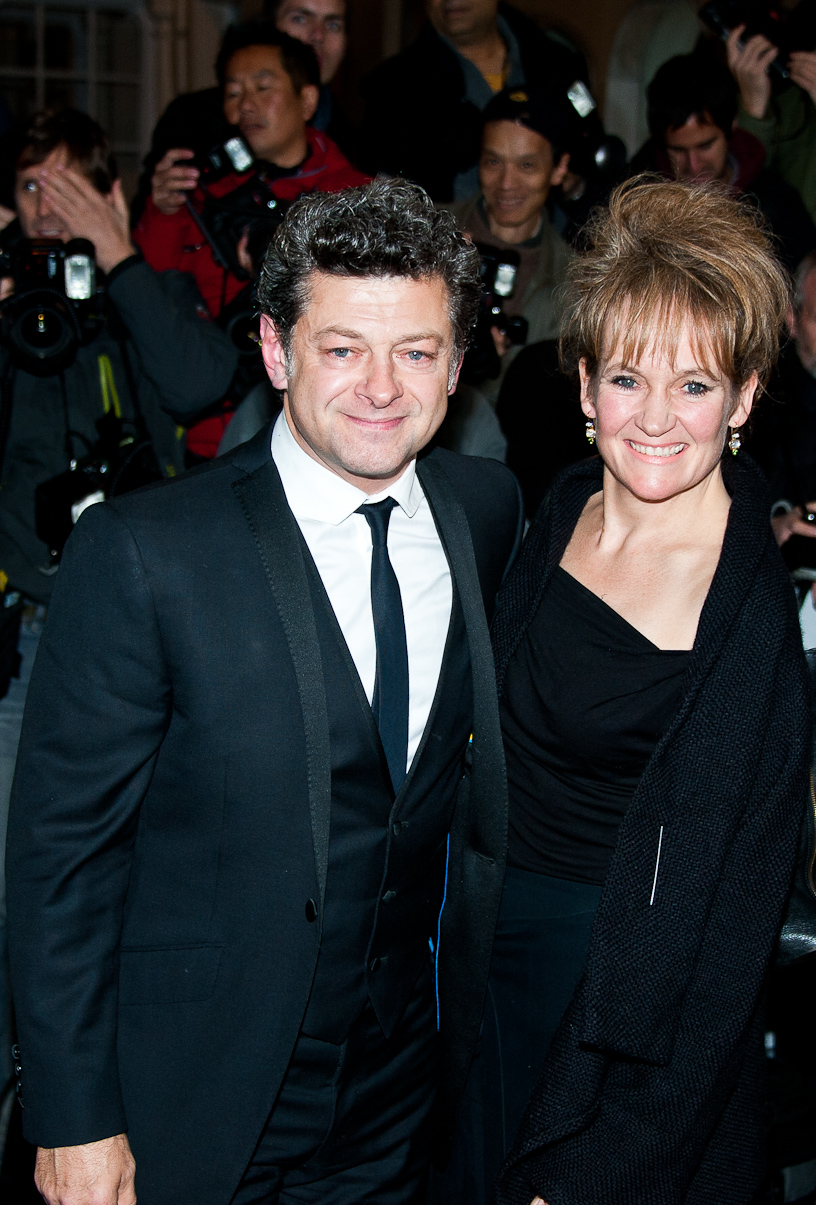
Andy Serkis con su esposa Lorraine Ashbourne en los premios a las mujeres del año de Harper's Bazaar 2013

Serkis vive en Crouch End, en el norte de Londres, con su esposa, la actriz Lorraine Ashbourne, y sus tres hijos, Ruby, Sonny y Louis, nacidos en 1998, 2000 y 2004, respectivamente.
Serkis es vegetariano, pero comió pescado durante la filmación de la trilogía de El Señor de los Anillos. Lo explica en su libro Gollum: How We Made Movie Magic (‘Gollum: cómo hicimos magia de cine’), publicado en 2004.

## Filmografía

### Cine
| Año  | Película                                            | Personaje                            | Notas                                      |
| ---- | --------------------------------------------------- | ------------------------------------ | ------------------------------------------ |
| 1994 | Prince of Jutland                                   | Torsten                              |                                            |
| 1995 | The Near Room                                       | Bunny                                |                                            |
| 1996 | Stella Does Tricks                                  | Fitz                                 |                                            |
| 1997 | Mojo                                                | Potts                                |                                            |
| 1997 | Career Girls                                        | Nick EvansBill                       |                                            |
| 1997 | Loop                                                | Bill                                 |                                            |
| 1998 | The Tale of Sweety Barrett                          | Leo King                             |                                            |
| 1998 | Among Giants                                        | Bob                                  |                                            |
| 1998 | Clueless                                            | David                                | Cortometraje                               |
| 1998 | Insomnia                                            | Harry                                | Cortometraje                               |
| 1999 | Topsy-Turvy                                         | John D'Auban                         |                                            |
| 1999 | Five Seconds to Spare                               | Chester                              |                                            |
| 2000 | Jump                                                | Shaun                                |                                            |
| 2000 | Pandaemonium                                        | John Thelwall                        |                                            |
| 2000 | The Jolly Boys' Last Stand                          | Spider                               |                                            |
| 2001 | El Señor de los Anillos: la Comunidad del Anillo    | Gollum/Señor de los Nazgûl           | Captura de movimiento                      |
| 2002 | 24 Hour Party People                                | Martin Hannett                       |                                            |
| 2002 | Deathwatch                                          | Pvt. Thomas Quinn                    |                                            |
| 2002 | The Escapist                                        | Ricky Barnes                         |                                            |
| 2002 | El Señor de los Anillos: las dos torres             | Gollum                               | Captura de movimiento                      |
| 2003 | El Señor de los Anillos: el retorno del Rey         | Gollum                               | Captura de movimiento                      |
| 2004 | 13 Going on 30                                      | Richard Kneeland                     |                                            |
| 2004 | Blessed                                             | Padre Carlo                          |                                            |
| 2004 | Almas perdidas                                      | Granny, Rastafarian y Hunter Jackson |                                            |
| 2005 | King Kong                                           | King Kong y como el cocinero Lumpy   | Captura de movimiento                      |
| 2006 | Extraordinary Rendition                             | Lead Interrogator                    |                                            |
| 2006 | Stormbreaker                                        | Mr. Grin                             |                                            |
| 2006 | The Prestige                                        | Mr. Alley                            |                                            |
| 2006 | Flushed Away                                        | Spike                                | Voz                                        |
| 2007 | Muybridge                                           | Erickson                             |                                            |
| 2007 | Sugarhouse                                          | Hoodwink                             |                                            |
| 2008 | The Cottage                                         | David                                |                                            |
| 2008 | Corazón de tinta                                    | Capricornio                          |                                            |
| 2009 | Sex and Drugs and Rock and Roll                     | Ian Dury                             | También productor ejecutivo                |
| 2010 | Burke and Hare                                      | William Hare                         |                                            |
| 2010 | Death of a Superhero                                | Dr. Adrian King                      |                                            |
| 2011 | Arthur Christmas                                    | General Elf                          | Voz                                        |
| 2011 | Brighton Rock                                       | Mr. Colleoni                         |                                            |
| 2011 | Rise of the Planet of the Apes                      | César                                | Captura de movimiento                      |
| 2011 | Las aventuras de Tintín: el secreto del Unicornio   | Capitán Haddock                      | Captura de movimiento                      |
| 2012 | El hobbit: un viaje inesperado                      | Gollum                               | Captura de movimiento                      |
| 2012 | The Spider                                          | Everett                              |                                            |
| 2012 | Wild Bill                                           | Glen                                 |                                            |
| 2013 | El hobbit: la desolación de Smaug                   | 'Ninguno'                            | Director de la segunda unidad              |
| 2014 | Dawn of the Planet of the Apes                      | César                                | Captura de movimiento                      |
| 2014 | El hobbit: la batalla de los Cinco Ejércitos        | Señor de los Nazgûl                  | Director de la segunda unidad              |
| 2015 | Avengers: Age of Ultron                             | Klaw                                 | También consultor de captura de movimiento |
| 2015 | Star Wars: Episodio VII - El despertar de la Fuerza | Líder Supremo Snoke                  | Captura de movimiento                      |
| 2017 | War for the Planet of the Apes                      | César                                | Captura de movimiento                      |
| 2017 | Star Wars: Episodio VIII - Los últimos Jedi         | Líder Supremo Snoke                  | Captura de movimiento                      |
| 2018 | Black Panther                                       | Klaw                                 |                                            |
| 2018 | Mowgli: Legend of the Jungle                        | Baloo                                | Director                                   |
| 2019 | Long Shot                                           | Parker Wembley                       |                                            |
| 2021 | Venom: Let There Be Carnage                         |                                      | Director                                   |
| 2022 | The Batman                                          | Alfred Pennyworth                    |                                            |
| 2023 | Luther: The Fallen Sun                              | David Robey                          |                                            |
| 2024 | Venom: El último baile                              | Knull                                | Antagonista, CGI                           |
| 2027 | La Caza de Gollum                                   | Gollum                               | Director / Captura de Movimientos          |

### Televisión
- Andor (2022) como Kino Loy
- Einstein and Eddington (2008) como Albert Einstein
- Simon Schama's Power of Art (2006, serie de televisión) como Vincent Van Gogh
- Longford (2006) como Ian Brady
- Standing Room Only (2004) como Granny, Rastafarian y Hunter Jackson
- Spooks (2004, serie 3, episodio 8) como Riff
- Arabian Nights (2000, miniserie de televisión) como Kasim
- Oliver Twist (1999) como Bill Sikes
- Shooting the Past (1999) como Styeman
- Five Seconds to Spare (1999) como Chester
- Touching Evil III (1999, miniserie de televisión) como Michael Lawler
- The Jump (1998) como Steven Brunos
- The Pale Horse (1997) como Sergeant Corrigan
- Finney (1994) como Tom
- Grushko (1994) como Pyotr
- Pie in the Sky (episodio «Passion Fruit Fool», 1993) como Maxwell
- The Darling Buds of May (episodio «Le Grande Weekend», 1992) como Greville
- Morris Minor and his Marvellous Motors (1989) como Sparky Plugg
- Streetwise (1989, documental) como Owen

## Otros trabajos
- Codirector del videojuego Enslaved: Odyssey to the West, lanzado en octubre de 2010 para PlayStation 3 y Xbox 360. Además puso voz a Monkey.
- En Heavenly Sword, un título para PlayStation 3 publicado en 2007, interpreta al rey Bohan, dándole voz y proporcionando una base para su rostro en el juego. Además actuó como director dramático del proyecto.
- Su libro Gollum: How We Made Movie Magic (publicado en 2004) explica cómo creó el personaje de Gollum, a partir de lo que originalmente era un trabajo de tres semanas de grabación de voz.
- Ha interpretado a un novio violento en el vídeo musical «Woman», de Neneh Cherry.
- Aparece en el videojuego Star Citizen haciendo uso de la captura de movimiento e interpretando supuestamente a un Vanduul.

## Premios

### Premios Globo de Oro
| Año  | Categoría                                              | Película | Resultado |
| ---- | ------------------------------------------------------ | -------- | --------- |
| 2007 | Mejor actor de reparto de serie, miniserie o telefilme | Longford | Nominado  |

### Premios BAFTA
| Año  | Categoría                 | Película                    | Resultado |
| ---- | ------------------------- | --------------------------- | --------- |
| 2006 | Mejor actor de televisión | Longford                    | Nominado  |
| 2009 | Mejor actor               | Sex & Drugs & Rock & Roll   | Nominado  |
| 2020 | Premio de Honor           | Por su contribución al cine | Ganador   |

### Premios del Sindicato de Actores
| Año  | Categoría     | Película                                         | Resultado |
| ---- | ------------- | ------------------------------------------------ | --------- |
| 2001 | Mejor reparto | El Señor de los Anillos: la Comunidad del Anillo | Nominado  |
| 2002 | Mejor reparto | El Señor de los Anillos: las dos torres          | Nominado  |
| 2003 | Mejor reparto | El Señor de los Anillos: el retorno del Rey      | Ganador   |